# David Silverman
David Silverman (ur. 1943) – brytyjski profesor socjologii, autor oraz redaktor licznych publikacji z zakresu metodologii badań naukowych.

## Kariera naukowa
W latach 60. XX wieku uzyskał licencjat z ekonomii w London School of Economics. Następnie wyjechał do Stanów Zjednoczonych, gdzie uzyskał tytuł magistra w University of California w Los Angeles. Wkrótce powrócił do Londynu, gdzie w macierzystej uczelni uzyskał tytuł doktora teorii organizacji. 
David Silverman jest emerytowanym profesorem socjologii związanym, m.in. z Goldsmith College, King's College oraz University of London. Specjalizuje się w takich dziedzinach naukowych jak socjologia medycyny, socjologia języka, socjologia organizacji czy metodologia badań naukowych. Zainspirowany osiągnięciami Maxa Webera, Alfreda Schutza i Harolda Garfinkla, w 1970 roku stworzył nowy kierunek badań związany z perspektywą analizy organizacji - tzw. "rozumiejącą socjologię organizacji". W swojej karierze prowadził także projekty badawcze poświęcone podejmowaniu decyzji w Departamencie Personalnym Rady Wielkiego Londynu (1975), praktyce komunikacyjnej i medycznej poradni pediatrycznych (1987) oraz poradnictwu w zakresie testów na HIV (1997). 
Organizował warsztaty metodologiczne dla doktorantów w wielu krajach świata, m.in. w Finlandii, Norwegii, Szwecji, Danii, Francji, na Sri Lance i w Tanzanii.
Jest autorem 15 książek naukowych (w tym 4 podręczników) oraz 45 artykułów.

## Obecnie
David Silverman od 2000 roku poświęca się działalności wolontariackiej - opiekuje się osobami dotkniętymi demencją. Mieszka w domu starców.

## Zainteresowania
David Silverman interesuje się literaturą, muzyką klasyczną, brydżem oraz krykietem. Lubi spędzać wolne chwile ze swoimi wnukami.

## Wybrane publikacje naukowe
- The Theory of Organization. A Sociological Framework (1970)
- Interpreting Qualitative Data (2001)
- Handbook of Qualitative Research. Theory, Method and Practice (2004) - redakcja
- Doing Qualitative Research (2005)

### Polskie przekłady
- Interpretacja danych jakościowych, Wydawnictwo Naukowe PWN (2012)
- Prowadzenie badań jakościowych, Wydawnictwo Naukowe PWN (2012)